# ژاوی بارتولو
ژاوی بارتولو (انگلیسی: Xavi Bartolo؛ زادهٔ ۷ اکتبر ۱۹۶۸) بازیکن فوتبال اهل اسپانیا است.